# Arthur Artemiu Anderco
Arthur Artemiu Anderco (n. 24 iunie 1882, Odoreu – d. 7 octombrie 1932, Ieud) a fost un preot român unit, delegat la Marea Adunare Națională de la Alba Iulia din 1 decembrie 1918.

## Date biografice
A fost fiul preotului Vasile Anderco și al Tereziei Pop din Odoreu.
Descoperă și donează Muzeului din Sighet în anul 1921 manuscrisul Codicele de la Ieud, considerat de unele surse primul text românesc, datat în 1391. După Unire, Arthur Artemiu Anderco a fost ales protopop în Ieud pentru zona Iza Mijlocie.